# Jordi Coca i Villalonga
Jordi Coca i Villalonga   (Barcelona, 20 d'octubre de 1947) és un escriptor i dramaturg català i doctor en Arts Escèniques. Les seves obres de narrativa s'han traduït al castellà, anglès, francès i italià. És considerat un dels membres destacats de l'anomenada generació literària dels 70, i ha guanyat diversos premis literaris, entre els quals destaquen el premi Documenta, el premi Josep Pla, el Premi de la Crítica de narrativa catalana, el Ciutat de Palma, el Premi Ramon Muntaner de Literatura Juvenil i el Premi Sant Jordi de novel·la, entre d'altres. Gran part de la seva carrera professional ha estat vinculada a l'Institut del Teatre. Actualment és professor de literatura i teoria dramàtica a ESART, el centre superior de Barcelona vinculat a la University of Bath. Ha estat professor visitant a la Universitat de Berkeley durant el segon semestre de 1992, i escriptor visitant a les universitats de Frederick i de Richmond durant el mes d'abril de 2016.

## Biografia
Als 14 anys va sentir una forta atracció pel món del teatre, raó per la qual en acabar el batxillerat va començar a estudiar art dramàtic i Filologia catalana a la universitat. Paral·lelament, va començar la seva carrera literària l'any 1971 amb la novel·la Un d'aquells estius (Els Lluïsos). Amb els anys ha publicat desenes de llibres, abastant la novel·la, narrativa breu, poesia i teatre. Destaquen, entre d'altres, la novel·la La japonesa, premiada el 1992 amb el Premi Josep Pla, Sota la pols, premiada el 1999 amb un Sant Jordi i Cara d'àngel, guanyadora del premi Joanot Martorell del 2003. L'any 2012 publica la novel·la En caure la tarda.
A més d'escriptor, és dramaturg i director d'escena, i algunes de les seves obres han estat estrenades en català i anglès. Com a poeta es veu influït per la poesia oriental. Destaquen les seves versions al català d'autors com Maurice Maeterlinck i del poeta japonès Matsuo Bashō. Pel que fa a l'assaig, s'ha centrat principalment en temes teatrals.
També ha estat col·laborador de premsa i ha conreat l'assaig sobre temes teatrals i literaris, especialment estudiant les obres de Joan Brossa, Manuel de Pedrolo i Josep Palau i Fabre.
Entre el 1988 i el 1992 va dirigir l'Institut del Teatre, institució de la qual ha estat professor d'arts dramàtiques des que el 1970 va entrar-hi a treballar com a ajudant de Xavier Fàbregas. Actualment és catedràtic emèrit. De 1993 a 1996 va ser Director dels Serveis d'Acció Cultural de l'Àrea de Cultura de l'Ajuntament de Barcelona. També ha dirigit algunes obres de Handke, Joan Brossa, Samuel Beckett, Palau i Fabre, Antonin Artaud, i, entre d'altres, algunes de seves, com l'espectacle Tempesta a les mans, fet en col·laboració amb el mag Hausson.
L'any 2009 va entrar al Consell Nacional de la Cultura i de les Arts de Catalunya, del qual va dimitir el 14 de novembre de 2011 juntament amb nou membres més del Plenari del CoNCA, com a protesta pel trencament de model que proposa el projecte de llei Òmnibus.
És soci de l'Associació d'Escriptors en Llengua Catalana.

## Obra[calcitació]
L'obra de Jordi Coca és bàsicament narrativa, tot i que també ha escrit teatre i poesia. Pel que fa a la narrativa la seva producció es va iniciar el 1971 amb la novel·la Un d'aquells estius (Els Lluïsos). Segueix després un llarg període de recerca formal amb obres curtes que abastà de 1973 fins al 1985 i que s'apleguen al volum El cor de les coses, editat el 1995. A partir de 1985 el conjunt de la seva narrativa es desenvolupa en tres plans diferents:
a) d'una banda hi ha una voluntat de crònica del segle xx a Catalunya, vist sempre des de la perspectiva de personatges senzills que són víctimes dels esdeveniments històrics sense acabar-los d'entendre. En aquest apartat hi ha novel·les com ara, Dies meravellosos, Sota la pols o La noia del ball. En un altre registre diferent,
b) novel·les com La faula dels ocells grecs, De nit, sota les estrelles o L'Emperador, usen temes procedents de la mitologia o de les faules per tractar qüestions relacionat amb el poder polític i la corrupció, una temàtica que també apareix al seu teatre.
c) El tercer pla narratiu de Coca és clarament de to intimista, i planteja relats amb un suport argumental mínim, on personatges generalment femenins se'n mostren aclaparats de solitud i incertesa, víctimes també de la pressió generalment injusta que la vida política i les convencions socials exerceixen en els individus. Algunes novel·les d'aquest bloc creatiu són Mal de lluna, Louise, un conte sobre la felicitat, Lena, Cara d'àngel, Sorres blanques, En caure la tarda, etc.
En conjunt, l'obra narrativa de Coca planteja l'efecte que l'entorn polític i social té en els éssers humans. No és, però, una obra naturalista, ja que en comptes descriure el medi, Coca focalitza el seu interès en l'evolució íntima dels personatges i en les seves incerteses. En el fons, es tracta d'una obra sobre la formació i l'evolució de la identitat personal. En aquest sentit apareixen sovint temàtiques que s'interrelacionen, com ara el viatge, l'autoritarisme, la violència, la falta d'informació o la importància de la cultura. Les seves darreres novel·les aporten un aprofundiment d'aquestes qüestions i ens mostren l'ésser humà acarat a una realitat indefugible: allò que ja s'ha viscut. Les opcions són assumir allò que s'ha estat, mentir i manipular, o bé oblidar. Aquests possibles plantejaments es troben a les novel·les més recents, El diable i l'home just, o bé Califòrnia.
Una característica remarcable de la seva producció narrativa és el rebuig plenament conscient de les estructures argumentals convencionals. En aquest sentit, s'hi detecten influències de tipus diferents, com per exemple el teatre de Maurice Maeterlinck, la narrativa d'Albert Camus, els autors del nouveau roman, Samuel Beckett, Max Frisch, el primer Peter Handke, o el cinema de Michelangelo Antonioni.
La producció per al teatre és clarament política en peces com ara Platja negra, en una versió molt lliure d'Antígona o bé a Interior anglès. Ha fet versions teatrals lliures d'obres d'Ibsen o adaptacions de Joan Maragall.

## Publicacions

### Poesia
- Versions de Matsuo Basho. Barcelona: Empúries, 1992.
- Ciel de nuit/Cel de nit. Perpinyà: Philippe Blanc, 1996.
- Terres grogues. Barcelona: Proa, 1998.

### Novel·la
- Els Lluïsos. Barcelona: Edicions 62, 1971.
- Alta comèdia. Barcelona: Pòrtic, 1973.
- El detectiu, el soldat i la negra. Barcelona: Laia, 1978.
- Mal de lluna. Barcelona: Edicions 62, 1988.
- La japonesa. Barcelona: Destino, 1992.
- Louise: un conte sobre la felicitat. Barcelona: Destino, 1993; Barcelona: Edicions 62, 2006.
- Paisatges de Hopper. Barcelona: Edicions 62, 1995.
- Dies meravellosos. Barcelona: Edicions 62, 1996.
- L'emperador. Barcelona: Destino, 1997.
- De nit, sota les estrelles. Barcelona: Proa, 1999.
- Sota la pols. Barcelona: Proa/Columna, 2001.
- Lena. Barcelona: edicions 62, 2002.
- Cara d'àngel. Barcelona: Edicions 62, 2004.
- El secret de la cavalleria. Barcelona: Edicions 62, 1978-2004.
- Sorres blanques. Barcelona: Edicions 62, 2006.
- La noia del ball. Barcelona: Proa, 2007.
- La nit de les papallones. Barcelona: Edicions 62, 2009.
- En caure la tarda.[6] Barcelona: Edicions 62, 2012.
- El diable i l'home just:[7] Galàxia Gutenberg, 2014.
- Califòrnia: Galàxia Gutenberg, 2016.
- Els ulls dels homes mentiders.[8] Comanegra, 2018

### Narrativa breu
- Exòtiques. Barcelona: Pòrtic, 1975.
- Selva i salonet. Mataró: Robrenyo, 1978.
- Incidents a l'horitzó. Sabadell: Edicions dels Dies, 1983.
- Sopàrem a Royal. Sabadell: Èczema, 1983.
- Les coses febles. Barcelona: El Mall, 1983.
- El cor de les coses. Barcelona: Empúries, 1995.

### Narrativa infantil i juvenil
- La faula dels ocells grecs : amb unes notes de l'autor sobre Aristòfanes i el seu temps. Barcelona: Empúries, 1997.

### Teatre
- Platja negra. Barcelona: Proa, 1999.
  - autor: Jordi Coca. Estrenada el 21 de setembre de 1999 a l'Espai Joan Brossa. Edició anglesa 2008. Direcció, Lourdes Barba.
- Antígona. Barcelona: Proa, 2002.
  - autor: Jordi Coca. Estrenada al Teatre Lliure de Barcelona el maig del 2003. Direcció Ramon Simó
- Aquí al bosc, de Joan Brossa.
  - Direcció: Jordi Coca. Espai Brossa, 2005
- Tempesta a les mans.
  - autor i director: Jordi Coca. Espai Brossa, 2007.
- Benvinguda al consell d'administració, de Peter Handke
  - Direcció Jordi Coca, Espai Brossa, 2006
- Interior anglès. Tarragona: Arola, 2006.
  - autor: Jordi Coca. Estrenada Sala Muntaner, 2007. Direcció Joan Maria Gual.
- Els senyors Borkman. Versió lliure a partir d'Ibsen.
  - Versió i direcció: Jordi Coca. Espai Brossa, 2007.
- Versió de la "Nausica", de Joan Maragall. Festival Grec 2006.
  - Versió: Jordi Coca. Direcció Hermann Bonnín.[9]
- Krapp, de Samuel Beckett
  - Direcció Jordi Coca. Festival Grec. Sala Beckett, 2008
- Ifigènia, de Jordi Coca. Companyia Marduix.
  - Autor i director: Jordi Coca. Grec 2009. Teatre Lliure.
- Mots de ritual per a Electra, de Palau i Fabre. Teatre Nacional de Catalunya (TNC)
  - Direcció Jordi Coca. Teatre Nacional de Catalunya, 2015
- El teatre i la pesta, d'Antonin Artaud.
  - Direcció Jordi Coca. Teatre Akadèmia. Juliol- Festival Grec, 2015
- Parlàvem d'un somni. Versió lliure de Jordi Coca, a partir de les converses transcrites per Xavier Febrés.
  - Direcció Jordi Coca. Teatre Nacional de Catalunya novembre, 2017

### Crítica literària o assaig
- Joan Brossa o El pedestal són les sabates. Barcelona: Pòrtic, 1971. Reeditat Editorial Ensiola, 2019
- Pedrolo, perillós? Barcelona: Dopesa, 1973.
- L'Agrupació Dramàtica de Barcelona: intent de Teatre Nacional Català (1955-1963). Barcelona: Institut del Teatre/Edicions 62, 1978.
- La Generalitat republicana i el teatre (1931-1939): legislació (amb Enric Gallén Miret, Anna Vázquez Estévez). Barcelona: Institut del Teatre/Ed. 62, 1982.
- Ni àngels ni dimonis. Barcelona: Abadia de Montserrat, 1983.
- Qüestions de teatre. Barcelona: Institut del Teatre/Edicions 62, 1985.
- Adrià Gual: mitja vida de modernisme (amb Carles Batlle i Jordà). Barcelona: Àmbit, 1992.
- El teatre de Josep Palau i Fabre: alquímia i revolta. (1935-1958). Barcelona: Galaxia Gutenberg, 2013.
- El teatre de Shakespeare en el seu context.  Barcelona: Edicions de 1984, 2022. ISBN 978-84-18858-05-5.[1]